# Sicya calurodon
Sicya calurodon är en fjärilsart som beskrevs av Dyar 1922. Sicya calurodon ingår i släktet Sicya och familjen mätare. Inga underarter finns listade i Catalogue of Life.